# Karl von Orff
Ne pas confondre avec Karl Maximilian von Orff (1828-1905).
Pour les articles homonymes, voir Orff.
Karl von Orff (Carl von Orff ou Karl von Orff auf Frohburg), né le 10 décembre 1817 à Alzey et mort le 31 janvier 1895 à Wurtzbourg, est un General der Infanterie du Royaume de Bavière.

## Biographie

### Carrière militaire
Von Orff s'engage en 1828 dans le corps des cadets de Bavière et est affecté le 19 août 1837 au 6e régiment d'infanterie (de) de l’Armée bavaroise avec le grade de sous-lieutenant, mais dans l'année il est réaffecté au régiment d'infanterie du Corps royal bavarois (de). En 1847 il est promu aide de camp, en 1848 lieutenant et adjoint de brigade. Il est promu capitaine en 1850 et affecté avec ce grade à l'État-major en 1855. Promu commandant en 1859, il est versé dans le service actif à la tête du 2e bataillon de chasseurs à pied royal bavarois (de), puis au cours de la Guerre austro-prussienne, il est élevé au grade de lieutenant-colonel : après une brève affectation à l'État-major, il prend le commandement de la 3e division d'Infanterie.
La paix revenue, von Orff est nommé en 1867 directeur de la toute nouvelle académie bavaroise de guerre (de) avec le grade de colonel. Il rédige en 1868 le manuel d'exercices de l'Infanterie de Bavière et l'année suivante est appelé à présider une commission chargée de la révision du service militaire. Il est promu général de brigade le 1er février 1870 et placé à la tête de la 2e brigade d'infanterie royale bavaroise (de) : c'est en tant que commandant de cette unité qu'il participe à la Guerre de 1870. Les services signalés qu'il rend à la bataille de Frœschwiller lui valent la croix de chevalier de l'Ordre militaire de Maximilien-Joseph de Bavière. Sa brigade continue de s'illustrer par sa bravoure aux batailles de Sedan (Bazailles) et de Coulmiers, mais elle joue surtout un rôle décisif lors des affrontements autour d'Orléans (Bataille de Loigny). En 1873, von Orff se voit attribuer le commandement de la 1re Division, puis l'année suivante celui du 2e corps d'armée bavarois stationné à Wurtzbourg, dont il devient le général en 1875. Promu au grade suprême de General der Infanterie en 1880, il est admis à la retraite ; en avril 1890, il est admis au cadre de la « mise à disposition », qui en Allemagne est une faveur réservée aux officiers les plus valeureux. En reconnaissance des services rendus au royaume, le Prince-régent Luitpold l'élève au rang de grand-croix de l’Ordre du mérite de Bavière.

### Famille
Orff était marié à Franziska (Fanny) von Schelling, petite-fille de l'écrivain Friedrich Wilhelm Gotter et cousine du ministre prussien de la Justice Hermann von Schelling,. Sa fille Karoline Johanna von Orff (1855-1912) a épousé Otto Kreß von Kressenstein (en), futur général et ministre bavarois de la guerre, en 1879.
Il n'y a aucune relation avec le major-général Karl Maximilian von Orff (1828-1905), le grand-père du compositeur Carl Orff, mais seulement le même nom.